# Gressittichroma
Gressittichroma is een kevergeslacht uit de familie van de boktorren (Cerambycidae). De wetenschappelijke naam van het geslacht werd voor het eerst geldig gepubliceerd in 2009 door Vives, Bentanachs & Chew.

## Soorten
Gressittichroma omvat de volgende soorten:
- Gressittichroma sammannani Vives, Bentanachs & Chew, 2009
- Gressittichroma tengkuadlini Vives, Bentanachs & Chew, 2009